# 索菲娅·格里贝尔
索菲娅·格里贝尔（德語：Sophia Griebel，1990年6月7日—），德国女子钢架雪车运动员。她曾代表德国参加国际雪车联合会世界锦标赛，获得一枚金牌和一枚铜牌。她也曾参加2014年冬季奥运会。